# Condemios de Arriba
Condemios de Arriba es un municipio y localidad española de la provincia de Guadalajara, en la comunidad autónoma de Castilla-La Mancha. El término municipal tiene una población de 113 habitantes (INE 2024) e incluye también el núcleo de Aldeanueva de Atienza.

## Geografía
Condemios de Arriba está situado en la sierra norte de Guadalajara, en el valle del río Condemios, entre la meseta de los Llanos y la sierra del Poyato, teniendo como fondo las alturas del Alto Rey, que domina toda la comarca. Al sur de Condemios se encuentra uno de los pocos pinares que permanecen en la provincia de Guadalajara, reconocido por su producción en níscalos que atrae cada otoño a aficionados a la micología. Este paisaje contrasta con la llanura de los Llanos, que domina el norte del pueblo y que se caracteriza por su aspecto erosionado que ha permitido la aparición de fósiles marinos, demostrando que esta pequeña meseta fue hace no poco tiempo una cordillera marina.
El río más importante del municipio es el río Condemios, que nace en los pinares cercanos al pueblo y tras recibir las aguas del río de la Hoz (en escasas ocasiones) desciende entre fuertes desfiladeros hasta alcanzar el Bornova. Otro importante río del que se abastece el pueblo, es el río del Poyato que nace bajo la peña de nombre homónimo.

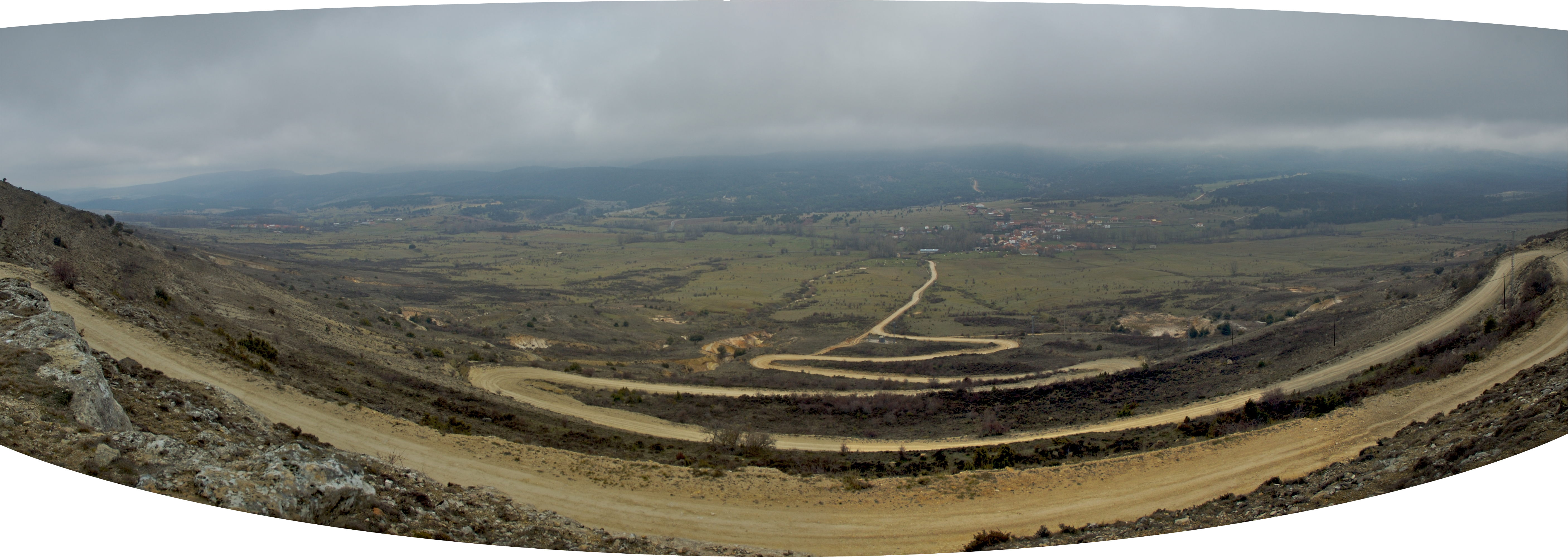
Vista de Condemios de Arriba.

## Clima
Condemios de Arriba tiene un clima Csb (templado con verano seco y templado) según la clasificación climática de Köppen. Los inviernos son duros, con abundantes nevadas. El efecto de la altitud en la temperatura hace que el clima tenga algunos parámetros cercanos a los de un clima hemiboreal Dsb (frío con verano seco y templado) presente en algunas pequeñas zonas del Sistema Ibérico. El relativo escaso estrés hídrico durante el verano comparado con otros lugares con clima mediterráneo lo sitúa también cerca de un clima oceánico Cfb (templado sin estación seca con verano templado) en la clasificación de Köppen.
| Parámetros climáticos promedio de Condemios de Arriba en el periodo 1961-1980 | Parámetros climáticos promedio de Condemios de Arriba en el periodo 1961-1980 | Parámetros climáticos promedio de Condemios de Arriba en el periodo 1961-1980 | Parámetros climáticos promedio de Condemios de Arriba en el periodo 1961-1980 | Parámetros climáticos promedio de Condemios de Arriba en el periodo 1961-1980 | Parámetros climáticos promedio de Condemios de Arriba en el periodo 1961-1980 | Parámetros climáticos promedio de Condemios de Arriba en el periodo 1961-1980 | Parámetros climáticos promedio de Condemios de Arriba en el periodo 1961-1980 | Parámetros climáticos promedio de Condemios de Arriba en el periodo 1961-1980 | Parámetros climáticos promedio de Condemios de Arriba en el periodo 1961-1980 | Parámetros climáticos promedio de Condemios de Arriba en el periodo 1961-1980 | Parámetros climáticos promedio de Condemios de Arriba en el periodo 1961-1980 | Parámetros climáticos promedio de Condemios de Arriba en el periodo 1961-1980 | Parámetros climáticos promedio de Condemios de Arriba en el periodo 1961-1980 |
| Mes | Ene.                                                                          | Feb.                                                                          | Mar.                                                                          | Abr.                                                                          | May.                                                                          | Jun.                                                                          | Jul.                                                                          | Ago.                                                                          | Sep.                                                                          | Oct.                                                                          | Nov.                                                                          | Dic.                                                                          | Anual                                                                         |
| --- | ----------------------------------------------------------------------------- | ----------------------------------------------------------------------------- | ----------------------------------------------------------------------------- | ----------------------------------------------------------------------------- | ----------------------------------------------------------------------------- | ----------------------------------------------------------------------------- | ----------------------------------------------------------------------------- | ----------------------------------------------------------------------------- | ----------------------------------------------------------------------------- | ----------------------------------------------------------------------------- | ----------------------------------------------------------------------------- | ----------------------------------------------------------------------------- | ----------------------------------------------------------------------------- |
| Temp. media (°C) | 0.30                                                                          | 0.70                                                                          | 2.30                                                                          | 4.60                                                                          | 8.60                                                                          | 12.70                                                                         | 16.50                                                                         | 16.30                                                                         | 13.10                                                                         | 8.10                                                                          | 2.90                                                                          | 0.40                                                                          | 7.20                                                                          |
| Precipitación total (mm) | 85.5                                                                          | 95.2                                                                          | 65.8                                                                          | 72.5                                                                          | 81.7                                                                          | 64.7                                                                          | 26.6                                                                          | 20.0                                                                          | 45.8                                                                          | 63.1                                                                          | 103.6                                                                         | 75.9                                                                          | 800.5                                                                         |
| Fuente: Ministerio de Agricultura, Alimentación y Medio Ambiente. Datos de precipitación para el periodo 1961-1980 y de temperatura para el periodo 1961-2003 en Condemios de Arriba 4 de octubre de 2012 |                                                                               |                                                                               |                                                                               |                                                                               |                                                                               |                                                                               |                                                                               |                                                                               |                                                                               |                                                                               |                                                                               |                                                                               |                                                                               |

## Historia
La historia de Condemios de Arriba ha ido de la mano con su pueblo vecino Condemios de Abajo. Tras la Reconquista realizada por Alfonso VI, la jurisdicción del pueblo dentro del Común de Atienza hasta el siglo XIV, que pasa a manos del noble Íñigo López de Orozco. Posteriormente, y en fecha no concretada, el pueblo pasa a formar parte del condado de Miedes, posesión perteneciente a personajes notables de la nobleza española como Diego Hurtado de Mendoza o la princesa de Éboli. El matrimonio de ésta con don Gómez de Silva hace que este condado (y el pueblo con él) pasase a formar parte del patrimonio de la Casa del Infantado hasta el siglo XIX.
El 4 de diciembre de 1833, durante la primera guerra carlista, las tropas isabelinas y liberales comandadas por el guerrillero Saturnino Abuín, guerrillero notable de El Empecinado, vencieron al ejército carlista de Juan Manuel Balmaseda. Hacia mediados del siglo XIX, el lugar tenía contabilizada una población de 190 habitantes. La localidad aparece descrita en el sexto volumen del Diccionario geográfico-estadístico-histórico de España y sus posesiones de Ultramar de Pascual Madoz de la siguiente manera:

CONDEMIOS DE ARBIBA: l. con ayunt. en la prov. de Guadalajara (12 leg.), part. jud. de Atienza (4), aud. terr. de.Madrid (20), c. g. de Castilla la Nueva, dióc. de Sigüenza (8). sit. en una hondonada, con clima frió y propenso á tercianas y dolores reumáticos: tiene 75 casas, la de ayunt. con cárcel, escuela de instruccion primaria concurrida por 30 alumnos, bajo la direccion de un maestro, sacristan y secretario de ayunt., dotado por el primer cargo con 300 rs. y por los otros dos con 4 celemines de trigo comun que paga cada vec.; hay una fuente de buenas aguas que provee al vecindario para beber y demas usos domésticos, y una igl. parr. (San Vicente Mártir), matriz de la de Condemios de Abajo, servida por un cura párr. de provision real y ordinaria. Confina el térm. N. Campisabalos; E. Aldeanueva y Lahuerce; S. Condemios de Abajo, y O. Galve.; dentro de él se encuentran varios manantiales y una ermita (La Soledad); el terreno es de mediana calidad; le fertiliza un pequeño arroyuelo que desagua en el Bornova; comprende un estenso y bien poblado pinar. caminos: los locales y los que dirigen á Atienza y Cogolludo, en mediano estado. correo: se recibe y despacha los miércoles en la adm. de Atienza por un cartero. prod.: trigo, centeno, cebada, avena y patatas; cria ganado lanar merino y churro, cabrio y vacuno; caza de liebres, algunos javalies y corzos, y en el arroyo pesca de truchas. ind.: la agrícola y la carreteria. comercio: esportacion de ganados y maderas, é importacion de los artículos que faltan, pobl.: 56 vec., 190 alm. cap. prod.: 1.036,250 rs. imp.: 74,900 rs. contr.: 3,987. presupuesto municipal: 1,200 rs., se cubre por reparto entre los vec.
(Madoz, 1847, p. 560)

## Demografía
Condemios de Arriba cuenta con una población de 113 habitantes (INE 2024).
| Gráfica de evolución demográfica de Condemios de Arriba entre 1842 y 2021 |
| |
| Población de derecho según los censos de población del INE Población de hecho según los censos de población del INEEntre el censo de 1981 y el anterior, crece el término del municipio porque incorpora a Aldeanueva de Atienza |

| 1991 |  | 1996 |  | 2001 |  | 2004 |  | 2007 |  | 2013 |  | 2015 | 2017 | 2021 |
| ---- |  | ---- |  | ---- |  | ---- |  | ---- |  | ---- |  | ---- | ---- | ---- |
| 187  |  | 183  |  | 159  |  | 181  |  | 169  |  | 142  |  | 128  | 116  | 111  |

El pueblo de Condemios de Arriba también sufrió la fuerte emigración del los pueblos hacia ciudades como Madrid o Barcelona, o regiones industrializadas como el País Vasco; también llegaron a emigrar al extranjero, Alemania especialmente. 
A comienzos del siglo XXI, los habitantes de Condemios pueden dividirse en cuatro grandes grupos: la población autóctona que no llegó a emigrar y los que sí emigraron pero que vuelven al pueblo al jubilarse (este grupo de subdivide entre quienes pasan todo el año y los que pasan la temporada abril-octubre).
Además, Condemios cuenta con un tercer grupo numeroso de inmigrantes, fundamentalmente de Ucrania y Rumanía, que se han asentado e integrado, y un último grupo denominado como neorurales, gente que abandona la ciudad y elige un pueblo para vivir en un entorno más amable. Estos dos grupos han renovado la edad media del condemiense y han impedido la despoblación del pueblo.

## Economía
La economía local de Condemios de Arriba se ha basado, tradicionalmente, en los recursos naturales que ofrece su monte. Los negocios derivados de las explotación de la madera (especialmente pino) han sido el motor de la economía de Condemios, dando pie a comerciantes de madera, una serrería, como a numerosos carpinteros y ebanistas; ya a finales del siglo XX, Condemios contaba de numerosas carpinterías independientes que fabricaban muebles artesanales. Además, los recursos cinegéticos también han sido fuente de ingresos, especialmente la caza del corzo y el jabalí.
Condemios también ha basado su economía en la ganadería y, en menor medida, el comercio y la hostelería. Por último, el número de empleados públicos es también elevado (en comparación con el resto de pueblos de la zona), casa forestal y base de retén, además del personal administrativo, médico y trabajador social.
Sin embargo, la entrada del siglo XXI marca el declive de la madera y la paralización de esta industria artesanal y rural. Se mantiene la ganadería (aunque con menos peso) y los empleados públicos. El único sector que crece es el de la hostelería y el turismo rural. También crecen los empleos relacionados con la albañilería.
Condemios también cuenta con una población empleada en trabajos de nuevo cuño, como el mantenimiento de parques eólicos, o trabajos a distancia, bien vía internet o bien dividiendo los días de la semana entre el pueblo y la ciudad (Guadalajara y Madrid especialmente).

## Fiestas y cultura
Condemios de Arriba tiene como fiestas locales las festividades de san Vicente, patrón del pueblo y celebrada el 22 de enero, y originariamente san Pedro celebrada el 29 de junio. Sin embargo, debido al incremento de gente que se producía en agosto, a principios de los años 60, la fiesta se trasladó a la Asunción de la Virgen el 15 de agosto.
Además, de singular devoción, son san Antonio y san Benito de Palermo. En la ermita de Condemios de Arriba, compartida con el pueblo vecino de Condemios de Abajo, se venera la virgen de la Soledad, san Roque y san Enrique.

### Danzantes de Condemios
La fiesta más señera del pueblo de Condemios son las danzas que realizan en las fiestas de agosto (antes, el último fin de semana de junio) en honor a san Antonio y san Benito. El grupo está compuesto por ocho danzantes y un zarragón, más una comparsa compuesta por instrumentos tradicionales como dulzainas, castañuelas y tamboriles. Los danzantes suelen acompañar sus bailes con palos y castañuelas. 
Los danzantes actúan durante la procesión y preceden a los santos. Suelen ir ataviados con palos que entrechocan durante las danzas a velocidades variadas, algunas veces, a velocidad considerable. El zarragón es el director del grupo quien interactúa con el público.
El número de danzas son 14, pero solo se han recuperado 13: Madrugaba un caballero, Cuando me caso mi madre, El Troncho, Las cadenas, La cruz, La peregrina, La Burraca , Es María, Tres hojas, Señor mío Jesucristo, El verde, La Marcha y El Cordón; la única que aún no se ha recuperado es El Muerto. De ellas, de especial interés es El Cordón en donde los danzantes utilizan un árbol de cintas que los danzantes cruzan y entrelazan las cintas alrededor de tronco mientras bailan; el árbol mide 3 metros de largo. La letra de dicha danza no ha sido conservada. La música es igual a El Castillo y La Procesión. También hay que destacar El Troncho, por ser la danza donde más rápido hay que golpear los palos, y donde es normal ver como rompen los palos o se hieren los danzantes en los dedos.
Estas danzas son un rasgo típico del folclore de la Serranía de Guadalajara, numerosos pueblos también las conservan como Valverde de los Arroyos y Galve de Sorbe.

## Personas notables

### Miembros de la Casa Manrique de Lara
El pueblo de Condemios de Arriba fue cuna de miembros de la Casa de Manrique de Lara, familia notable de la realeza castellana, señores de Molina. Estos miembros comenzarían a principios del siglo XVII (alrededor de 1603) con el matrimonio formado por Juan García Manrique y Lucía de Solanos hasta el matrimonio formado por Juan García Manrique y Francisca Lozano (finales del siglo XVII) y sus hijos Francisco y Juan Andrés Manrique Lozano (principio del siglo XVIII), hidalgos descendientes de Manrique de Lara, tutor del rey Alfonso VIII de Castilla. En 1735, los hermanos Manrique de Lara Lozano, ya residentes en la vecina villa de Atienza, tuvieron que probar su hidalguía en la Real Chancillería de Valladolid. 
Se le atribuye a algunos miembros de esta familia la leyenda local del conde y el nombre de Condemios.

### Vecinos ilustres
- Restituto Martín Gamo, Resti (24 de septiembre de 1914-15 de enero de 2006): escultor y artista. Premio Nacional de Escultura en 1943, premio Barón de Forna 1992 por la Real Academia de San Fernando. También director artístico en películas como El coloso de Rodas (1961).
- Ángel Garrido Herrero (1 de octubre de 1927-14 de marzo de 2016): profesor y especialista en Oriente Próximo, introductor en España del estudio de lenguas orientales tales como sumerio, copto, arameo o acadio